# Бібліотека насіння

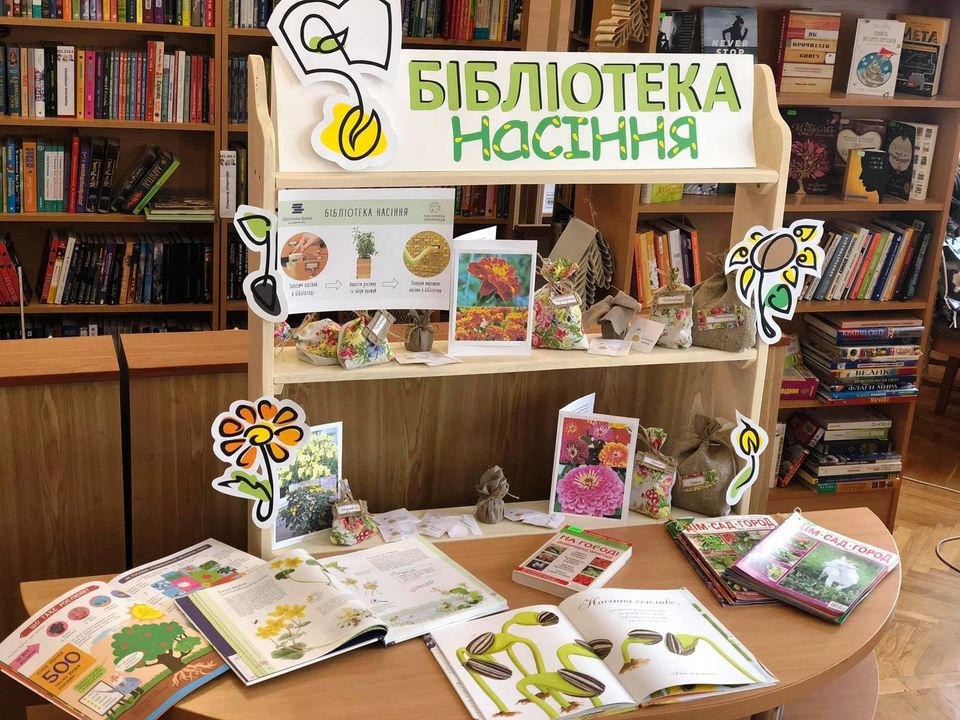
Бібліотека насіння в Житомирській обласній бібліотеці для дітей

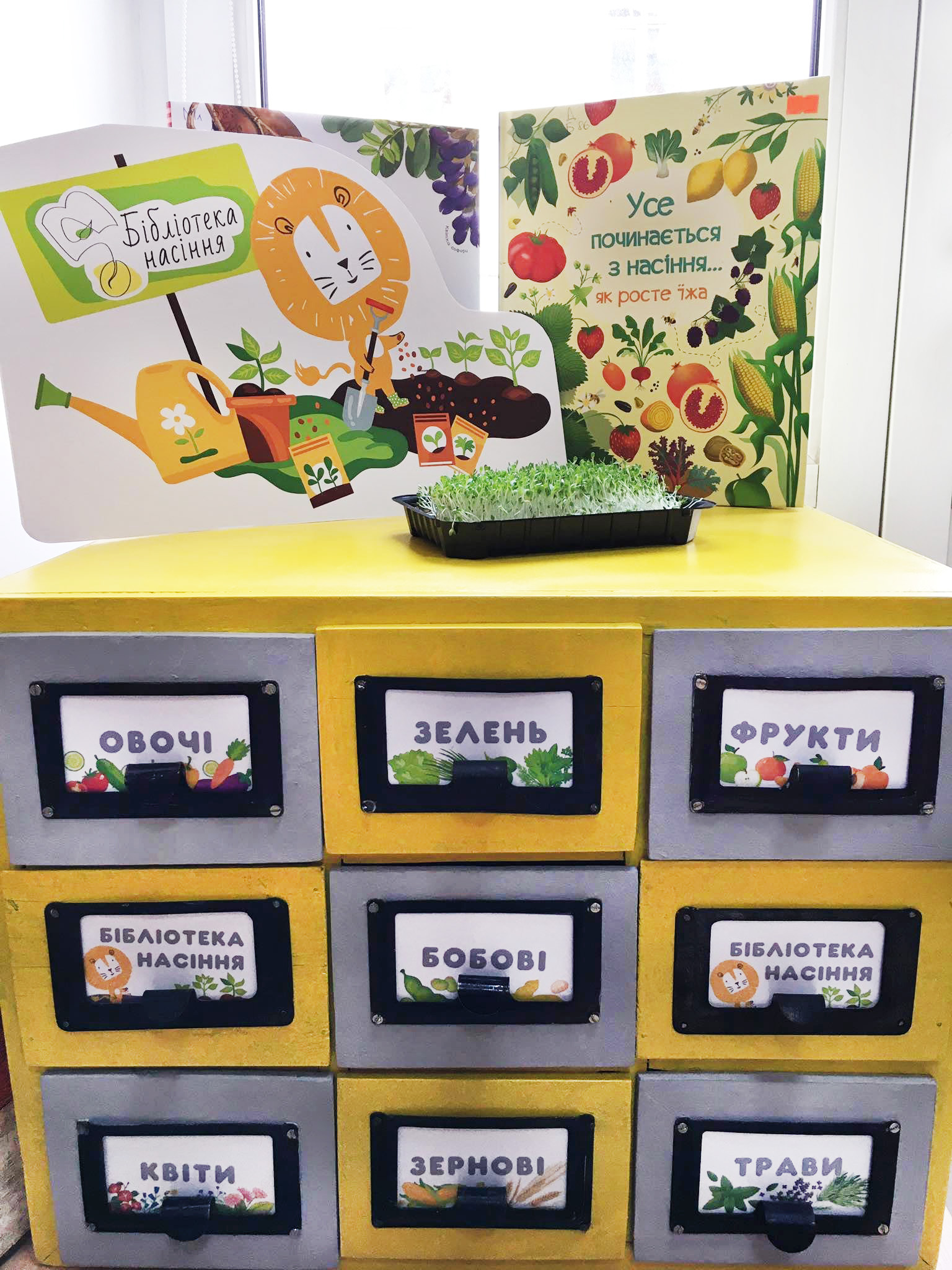
Бібліотека насіння в Львівській обласній бібліотеці для дітей

Бібліотека насіння — установа, яка позичає та ділиться насінням, з метою розповсюдження їх серед населення та збереження локальних сортів рослин.
Насіннєві бібліотеки зазвичай підтримують свої колекції за рахунок пожертв членів, але можуть також діяти як благодійні проєкти, спрямовані на підтримку садівників та фермерів. Загальним завданням бібліотек насіння є збереження біорізноманіття сільського господарства, зосереджуючи увагу на рідкісних, місцевих сортах насіння.
Насіннєві бібліотеки використовують різноманітні методи обміну насінням, насамперед:
- обмін насінням, при якому члени бібліотеки або громадськість збираються та обмінюються насінням.
- насіннєва позика, коли люди позичають насіння з колекції бібліотеки, вирощують та повертають вирощене насіння назад до бібліотеку.

Насіннєві бібліотеки можуть функціонувати як програми публічних або академічних бібліотек, наприклад, в центральній бібліотеці Таллінна, Естонія або публічній бібліотеці м. Естеван, Канада, Хемпширському коледжі, штат Массачусетс. 
«Люди можуть орендувати до чотирьох пакетів насіння одночасно, і реальної дати повернення немає, ми просто просимо людей повернути насіння, коли рослини виростуть. Дуже багато бібліотек пропонують нові ініціативи, які не асоціюються з традиційними послугами бібліотек, і це надихнуло нас спробувати нову послугу для місцевої громади».
В США понад 500 бібліотек насіння. Деякі насіннєві бібліотеки розвинулись із проєктів сталого розвитку громад, такі як BASIL у США, діяльність якої присвячена збереженню генетичного різноманіття насіннєвого запасу планети. Бібліотека насіння у Франції має назву зернотека або ‘grainothèques’ і наразі існує понад 400 насіннєвих бібліотек.
Публічна бібліотека ім. Франца Бевка, Нова Гориця, Словенія була відзначена в конкурсі IFLA Green Library Award 2024 з проєктом "Хранителі насіння: збереження нашої спадщини». Бібліотека взяла базову концепцію насіннєвої бібліотеки і вдосконалила її, створивши мобільний додаток і поширивши його через свою мережу на національному рівні.

## Бібліотеки насіння в Україні
Благодійний фонд "Бібліотечна країна" ініціював акцію створення "насіннєвих" бібліотек в Україні. Проєкти насіннєвих бібліотек можуть бути включені в діяльність "зелених" бібліотек.  
У рамках проєкту «Паростки життя: ідентичність, культура і пам'ять у насінні» відвідувачі Goethe-Institut зможуть в 2024 році користуватися бібліотеками насіння в Україні. Програма пропонує заходи на такі теми, як сталий розвиток, біорізноманіття та культурна спадщина.    